# C++マネージ拡張
C++マネージ拡張 (Managed Extensions for C++, Managed C++) は、C++で.NET Frameworkアプリケーションを記述するための、マイクロソフトによるC++の拡張である。これによって、C++でネイティブコードだけでなく共通言語ランタイム (CLR) に向けたアプリケーションを記述できる。この拡張は、2002年にリリースされたVisual Studio .NET (2002) に含まれるVisual C++ .NET (2002) に初めて搭載された。
なお、2005年後半にリリースされたVisual Studio 2005では、より洗練されたC++/CLIという独立した後継言語が登場し、C++マネージ拡張は非推奨となった。さらにVisual Studio 2015では廃止され、C++/CLIへの移行が促されている。
マネージドC++およびC++/CLIで記述されたアプリケーションは、C#など他の.NET言語同様に共通中間言語 (CIL) と呼ばれる中間言語にコンパイルされる。「マネージ (Managed)」とは、.NET仮想マシンによって管理されながら動作するという意味である。このため、ガベージコレクタなどのCLRの機能を利用することができ、C#やVB.NETなどといった.NET言語のコードを呼び出したり呼び出されたりといた相互運用ができる。
しかし、必要に応じて1つのアセンブリ（EXE/DLL）にネイティブコードも混在できる点が.NET言語の中でも特殊である。このような言語はマネージドC++およびC++/CLIのほかにはない。一般の.NET言語はP/InvokeやCOMを通してC++コードとやりとりする必要がある。このため、マネージドC++およびC++/CLIはマネージコードとネイティブコードの橋渡しとしてしばしば利用される。すなわち、C/C++あるいはその他の言語で書かれたライブラリを.NET用で利用するラッパーライブラリを作ったり、その逆を作ったりするために用いられるのである。
マネージドC++は以下のコンパイラで使用できる。
Visual C++ .NET 2002および.NET 2003
コンパイラオプション/clr
Visual C++ 2005以降から2013まで
コンパイラオプション/clr:OldSyntax